# Fête des classes
 (janvier 2025).
La mise en forme du texte ne suit pas les recommandations de Wikipédia : il faut le « wikifier ».
Les points d'amélioration suivants sont les cas les plus fréquents. Le détail des points à revoir est peut-être précisé sur la page de discussion.
- Les titres sont pré-formatés par le logiciel. Ils ne sont ni en capitales, ni en gras.
- Le texte ne doit pas être écrit en capitales (les noms de famille non plus), ni en gras, ni en italique, ni en « petit »…
- Le gras n'est utilisé que pour surligner le titre de l'article dans l'introduction, une seule fois.
- L'italique est rarement utilisé : mots en langue étrangère, titres d'œuvres, noms de bateaux, etc.
- Les citations ne sont pas en italique mais en corps de texte normal. Elles sont entourées par des guillemets français : « et ».
- Les listes à puces sont à éviter, des paragraphes rédigés étant largement préférés. Les tableaux sont à réserver à la présentation de données structurées (résultats, etc.).
- Les appels de note de bas de page (petits chiffres en exposant, introduits par l'outil «  Source ») sont à placer entre la fin de phrase et le point final[comme ça].
- Les liens internes (vers d'autres articles de Wikipédia) sont à choisir avec parcimonie. Créez des liens vers des articles approfondissant le sujet. Les termes génériques sans rapport avec le sujet sont à éviter, ainsi que les répétitions de liens vers un même terme.
- Les liens externes sont à placer uniquement dans une section « Liens externes », à la fin de l'article. Ces liens sont à choisir avec parcimonie suivant les règles définies. Si un lien sert de source à l'article, son insertion dans le texte est à faire par les notes de bas de page.
- La présentation des références doit suivre les conventions bibliographiques. Il est recommandé d'utiliser les modèles {{Ouvrage}}, {{Chapitre}}, {{Article}}, {{Lien web}} et/ou {{Bibliographie}}. Le mode d'édition visuel peut mettre en forme automatiquement les références.
- Insérer une infobox (cadre d'informations à droite) n'est pas obligatoire pour parachever la mise en page.

Pour une aide détaillée, merci de consulter Aide:Wikification.
Si vous pensez que ces points ont été résolus, vous pouvez retirer ce bandeau et améliorer la mise en forme d'un autre article.

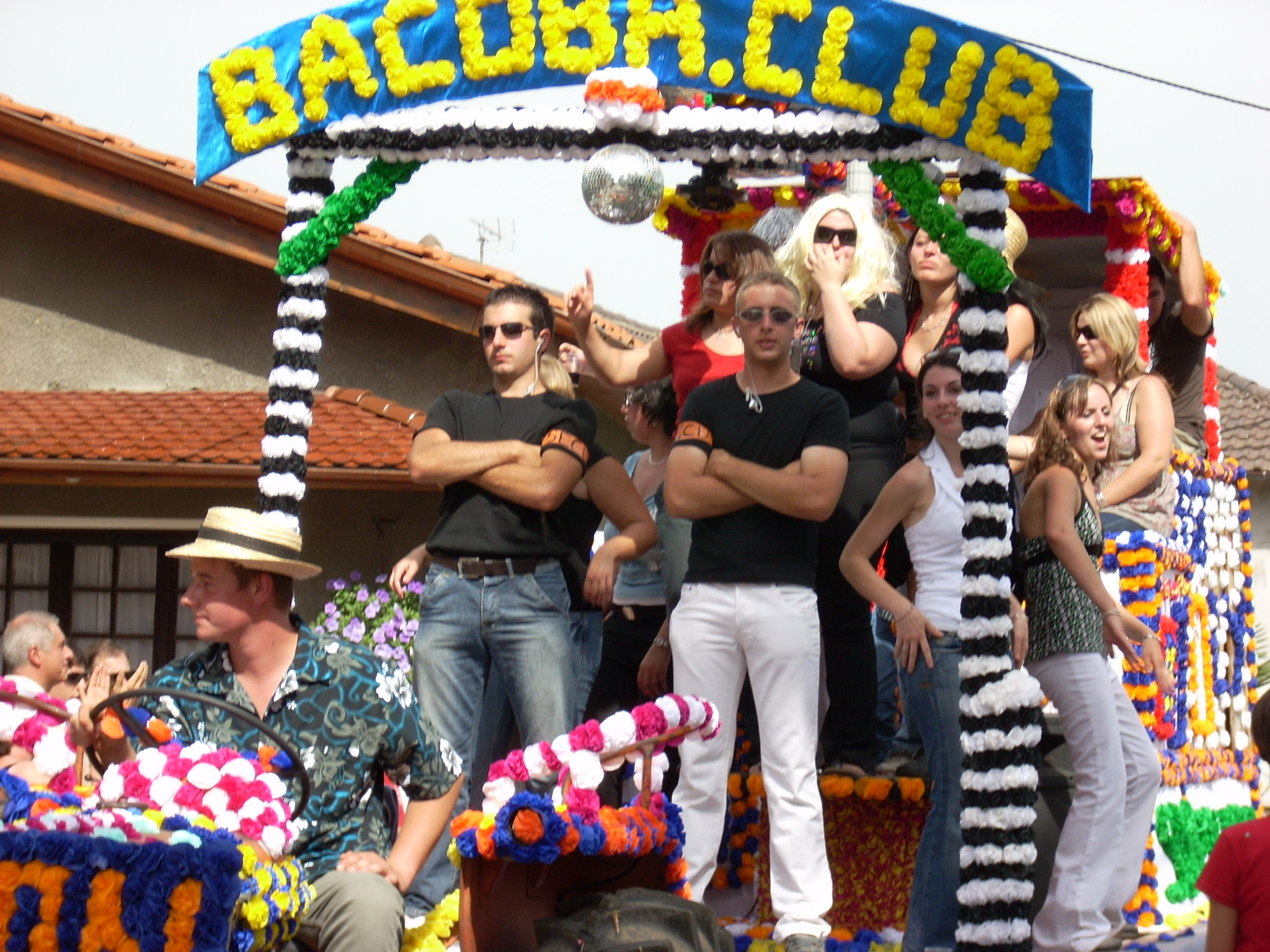
Le Bacoba Club (conscrits St Jean de Bournay), fète de Savas-Mépin

Dans les communes du haut-beaujolais, situées dans l'arrondissement de Villefranche-sur-Saône, les habitants célèbrent chaque année la fête des classes.
Cette tradition s'étend aussi au Monts et Coteaux du Lyonnais, parfois même dans la vallée du Gier et au Nord de Saint-Étienne.
Elle a aussi lieu en Haute-Bretagne, dans le pays rennais uniquement le dimanche.
Cette fête s'apparente à celle des conscrits. Toutes les personnes dont l'âge se termine par 0 (10 ans, 20 ans, 30 ans...) défilent dans les rues de la commune.

## Déroulement
Pour la commune de Thizy, par exemple :
- Le samedi : visite aux Anciens (chez eux s'ils le souhaitent, et à l'Hôspice)
- Le dimanche : messe, défilé, commémoration au monument aux morts, apéritif, banquet puis bal en soirée
- Le lundi : sortie dans le Beaujolais . Celle-ci ne se fait plus.

Les festivités y sont traditionnellement organisées par les « 40 ans ».

## Communes célébrant la fête des classes

### Communes de l'Ain
- Savigneux
- Montrevel en Bresse
- Attignat
- Jayat
- Malafretaz
- Oyonnax

### Communes de l'Isère
- Allevard-les-Bains (Isère) : célébrée le 1er mai

### Communes de la Loire
- Ambierle
- Belmont-de-la-Loire
- Bussières
- Chirassimont
- Cordelle
- Coutouvre : célébrée fin août
- Grézolles : célébrée le premier week-end de septembre
- Jarnosse : célébrée le premier week-end de septembre
- La Gresle
- Le Cergne
- Le Coteau
- Montanay
- Nandax : célébrée le dimanche de Pentecôte
- Noailly
- Panissières
- Pouilly-les-Nonains
- Pouilly-sous-Charlieu
- Régny
- Renaison
- Saint-André-d'Apchon
- Saint-Germain-Lespinasse
- Saint-Martin-Lestra
- Saint-Hilaire-sous-Charlieu : célébrée le dernier week-end de septembre
- Saint-Just-la-Pendue : Pour le dimanche de Pentecôte
- Saint-Symphorien-de-Lay
- Saint-Victor-sur-Rhins
- Sainte-Colombe-sur-Gand
- Tarare
- Villers : célébrée le week-end de la Pentecôte
- Violay
- Vougy

### Communes du Rhône
- Affoux
- Amplepuis
- Anse : célébré le dernier week-end de février
- Bessenay
- Brussieu
- Bully : célébrée le dernier week-end d'avril
- Caluire-et-Cuire
- Chaponost
- Chazay d'Azergues
- Chevinay
- Cours :
  - Cours-la-Ville
  - Pont-Trambouze
  - Thel
- Courzieu
- Cublize
- Craponne
- Dareizé
- Irigny
- Joux
- Juliénas
- La Chapelle-sur-Coise
- Lantigné
- L'Arbresle
- Les Sauvages
- Marchampt
- Monsols
- Montrottier
- Oingt
- Pommiers
- Pontcharra-sur-Turdine : célébré le week-end de Pentecôte
- Quincié
- Régnié-Durette
- Ronno : célébrée le jeudi de l'Ascension
- Saint-Bonnet-le-Troncy
- Saint-Clément-les-Places
- Saint-Clément-sur-Valsonne
- Saint-Cyr-au-Mont-d'Or
- Saint-Didier-sous-Riverie
- Saint-Forgeux
- Sainte-Foy-l'Argentière
- Saint-Georges de Reneins
- Saint-Germain-Nuelles :
  - Nuelles
  - Saint-Germain-sur-l'Arbresle
- Saint-Jean-la-Bussière : célébrée le dimanche de Pâques
- Saint-Julien-sur Bibost
- Saint-Just-d'Avray : célébrée le premier week-end de mai
- Saint-Laurent-de-Chamousset
- Saint-Laurent-d'Agny
- Saint-Marcel-l'Éclairé
- Saint-Martin-en-Haut

- Saint-Pierre-la-Palud
- Saint-Romain-de-Popey

```
 
Symphorien-Sur-Coise
```

- Saint-Vincent-de-Reins
- Sathonay-Camp
- Sathonay-Village
- Savigny
- Soucieu-en-Jarrest
- Sourcieux-les-Mines
- Tarare
- Thizy-les-Bourgs :
  - Bourg-de-Thizy : célébrée le week-end au milieu des vacances de Pâques
  - Marnand
  - Mardore
  - Thizy : célébrée le premier dimanche de mars
- Thurins
- Valsonne
- Vaugneray
- Villefranche-sur-Saône
- Villié-Morgon
- Yzeron

### Communes d'Ille et Vilaine
- Billé
- Bréal-sous-Montfort
- Breteil
- Chantepie
- Chauvigné
- Dourdain
- Gévezé
- Guipry-Messac
- Irodouër
- La Chapelle Bouëxix
- Landujan
- Livré-sur-Changeon : Célébrée un week-end avant Pâques
- Maxent
- Médréac
- Melesse
- Montauban de Bretagne
- Monterfil
- Mordelles
- Pipriac
- Romagné
- Saint-Brice-en-Coglès
- Saint-Jacques-de-la-Lande
- Saint-Marc-le-Blanc
- Saint Médard sur Ille
- Saint-Onen-la-Chapelle
- Saint-Péran : Célébrée le deuxième week-end d'avril.
- Saint-Thurial
- Talensac
- Plélan-le-Grand
- Vignoc